# 직선형 분자기하

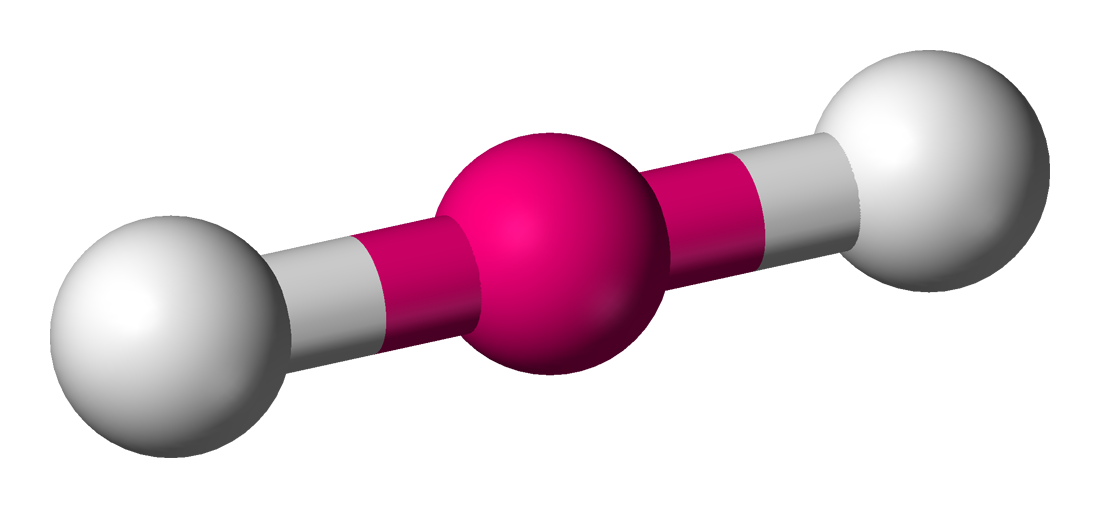
직선 기하배치를 갖는 화합물의 이상적인 구조

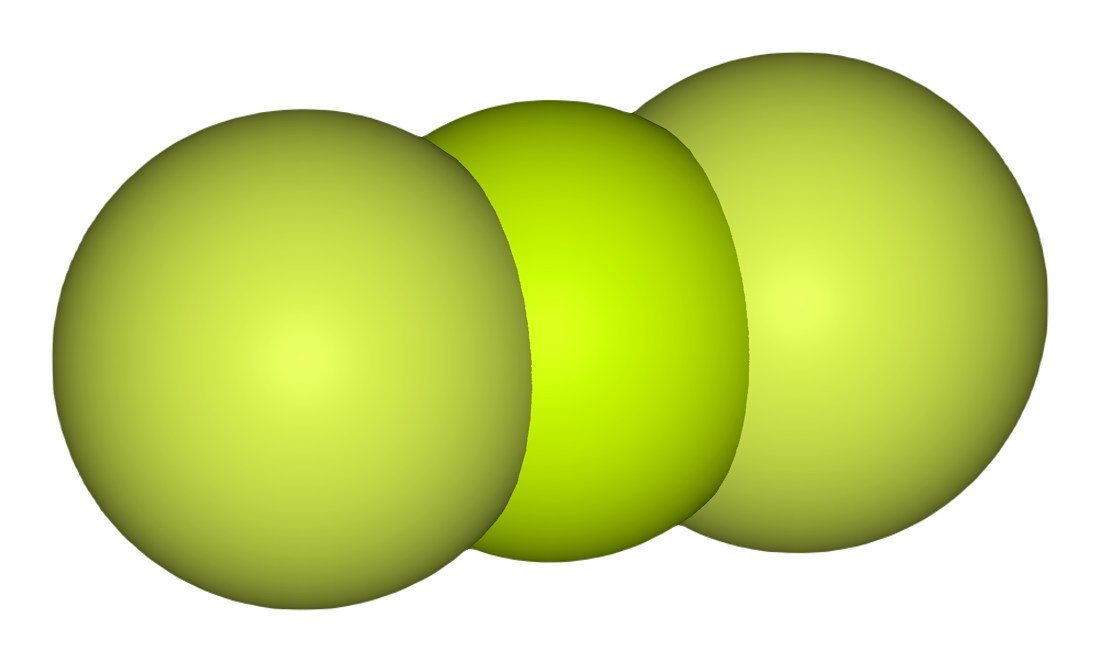
불화베릴륨(BeF_{2})의 구조. 베릴륨 원자를 중심으로 한 직선형 기하배치를 갖는 화합물

화학에서의 직선형 분자기하(直線形分子幾何, 영어: Linear molecular geometry)는 3원자 또는 그 이상의 원자가 결합각 180°로 결합한다고 예상되는 분자구조이다. 유기 분자의 예로는 탄소원자를 중심으로 한 sp 혼성궤도에 따라 표현되는 아세틸렌이 있다.
VSEPR 모형에 따르면 직선 기하배치는 AXE 표기법에서 2개의 결합원자와 0 또는 3개의 고립전자쌍을 갖는 중심원자에서 생긴다. 직선 기하배치를 갖는 중성의 AX2 분자에는, 2개의 단일결합을 갖는 불화베릴륨(F-Be-F), 2개의 이중결합을 갖는 탄소(O=C=O), 하나의 단일결합과 1개의 삼중결합을 갖는 시안화수소(H-C≡N)가 있다. 4개 이상의 원자로 이루어진 가장 중요한 직선형 분자는 아세틸렌(H-C≡C-H)이다. 아세틸렌에서는 각각의 탄소 원자 1개의 수소원자와의 단일결합과 다른 한 쪽의 탄소원자와 삼중결합을 갖는 중심원자로 여겨진다. 직선형 음이온에는 아지드(N3−) 및 티오시안산염(SCN−)이 있으며, 직선형 양이온에는 니트로늄 이온(NO2+)이 있다.
직선형 기하배치는 이불화크세논(XeF2)이나 삼아이오딘화물 이온(I3−)같은 AX2E3형 분자도 생긴다. VSEPR 모형에서 설명된 바와 같이, 중심원자에 5개의 원자가전자쌍은 3개의 고립전자쌍이 보다 혼잡하지 않은 적도방향을 차지하며 2개의 결합원자가 축 양단의 축방향을 차지하는 삼각쌍뿔형을 형성한다. 이에 따라, 직선형 분자가 형성된다.

## 같이 보기
- VSEPR 이론
- 분자구조